# Rajmund Fodor
Rajmund Fodor (né le 21 février 1976 à Szeged) est un joueur de water-polo hongrois, qui remporte avec sa sélection le titre olympique lors des éditions de 2000 à Sydney et 2004 à Athènes.

## Carrière
- CIO
- Comité olympique hongrois
- Fédération hongroise de water-polo
- Olympedia
- World Aquatics